# Hypoprepia
Hypoprepia is een geslacht van vlinders van de familie spinneruilen (Erebidae), uit de onderfamilie Arctiinae.

## Soorten
- H. cadaverosa Strecker, 1878
- H. fucosa Hübner, 1825
- H. inculta Edwards, 1882
- H. miniata Kirby, 1837
- H. muelleri Dyar, 1907